# 約書亞·比特
約書亞·比特（德語：Joshua Bitter；1997年01月1日—）是一位德國足球運動員，在場上的位置是後衛。他現在效力於史浩克04足球會。